# Гуачинанго
Гуачинанго (исп. Guachinango) — город в Мексике, в штате Халиско, входит в состав одноименного муниципалитета и является его административным центром. Численность населения, по данным переписи 2020 года, составила 2124 человека.

## Общие сведения
Название Guachinango с языка науатль можно перевести как: место, окружённое деревьями.
В 1526 году регион был покорён племянником Эрнана Кортеса, конкистадором Франсиско Кортесом.
8 декабря 1533 года была основана энкомьенда Гуачинанго. Также датой основания называются 1543, 1544 или 1545 годы, когда началось освоение рудных шахт этого региона.
В 1548 году был назначен постоянный священник, занимавшийся евангелизацией местного населения.
В 1838 года поселение получило статус посёлка.
Он расположен в 130 км к западу от столицы штата, города Гвадалахара, в 7 км от федеральной трассы 70.

## Население
| Год  | Численность | Численность |
| ---- | ----------- | ----------- |
| 2000 | 1781        | [ 7 ]       |
| 2005 | 1784        | [ 8 ]       |
| 2010 | 1847        | [ 9 ]       |
| 2020 | 2124        | [ 10 ]      |